# Pomnik poległych żołnierzy 14 pułku piechoty we Włocławku
Pomnik poległych żołnierzy 14 pułku piechoty – pomnik na terenie koszar 14 pułku piechoty we Włocławku. Zniszczony podczas II wojny światowej.

## Historia
14 pułk piechoty przybył do Włocławka 1 maja 1921. Jako kwaterę otrzymał porosyjskie koszary przy ulicy Żytniej 83. Kilka lat trwało doprowadzanie ich stanu do pełnej używalności. Na ich terenie w 1928 za pieniądze ze składek żołnierzy zawodowych pułku wzniesiono pomnik upamiętniający poległych żołnierzy i oficerów pułku w czasie wojny polsko-bolszewickiej.
Pomnik został zniszczony przez Niemców w 1940, podobnie jak wszystkie pozostałe polskie pomniki znajdujące się na terenie Włocławka.

## Projekt i wymowa
Pomnik miał kształt ostro zakończonego obelisku, w którego dolnej, najszerszej części znajdowały się tablice zawierające nazwiska poległych żołnierzy pułku w latach 1918–1920. Pomnik otoczony był czterema słupami ok. metrowej wysokości, na szczycie każdego znajdowały się cztery kule. Słupy połączone były łańcuchami. W 1930 na pomniku znalazła się tablica z nazwiskami żołnierzy i oficerów 14 pułku piechoty liniowej poległych w powstaniu listopadowym latach 1830–1831. 